# Карелин, Феликс Владимирович
Фе́ликс Влади́мирович Каре́лин псевдоним С. Радугин (24 июля 1925 — 30 ноября 1992) — советский диссидент и религиозный публицист.

## Биография
Родился в Одессе в семье Владимира Карелина, заместителя начальника особого отдела НКВД по РСФСР. Мать Феликса — Эсфирь Львовна, урождённая Гантварг (1898—?), была художницей, выпускницей Одесского художественного училища. Вышла замуж за его отца, недоучившегося студента-юриста, в 1917 году. Когда Феликсу было 6 лет, в 1931 году, родители развелись. А Владимир Карелин, в это время уже успешный чекист, женился вторично на Алле Израилевне, урождённой Боксер (1906—?), в прошлом сотруднице ОГПУ. Отец, Владимир Карелин, выплачивал матери Феликса алименты. С 1932 года Эсфирь с сыном переехала в Москву, где по её собственным словам, приведённым в её следственном деле, «жила с Полуяном Евсеем Карловичем, работавшим директором радиомагазина». В середине 1930-х Эсфирь была художественным руководителем батичного цеха экспериментальной художественной мастерской «Союзгалантереи». Как следует из показаний позднее арестованной художницы по батикам, с марта-мая 1937 года она «проживала» с бывшим одесским чекистом, позднее журналистом, а в тот момент безработным Я. М. Бельским. Но к июню 1937 года отношения с Бельским распались, как предполагают историки О. И. Киянская и Д. М. Фельдман, из-за жалобы Эсфири Карелиной в КПК о том, что Бельский всё время «пьянствует». Но тучи над Бельским давно сгущались совершенно независимо от жалобы матери Феликса. 26 июля 1937 года он был арестован, а 5 ноября того же года расстрелян. 27 января 1938 года именно в связи с арестом и расстрелом Бельского была арестована Эсфирь. 9 февраля 1938 приговорена к ссылке на 5 лет как СОЭ, однако спустя всего 2 месяца, 9 апреля 1939 постановлением ОС НКВД СССР дело прекращено, а от ссылки Э. Л. Карелина освобождена.
Видимо, во время следствия над матерью и её короткой ссылки Феликса помещают в детский дом для детей репрессированных родителей, позднее он вспоминал, что там в актовом зале над сценой висел транспарант: «Спасибо товарищу Сталину за наше счастливое детство».
Среднюю школу не окончил, работал учеником радиомастерских МГУ им. Ломоносова.
Феликс был призван в армию Алатырским райвоенкоматом в Чувашской АССР (дата призыва не указана). В 1943 году вступил в ВЛКСМ. Младший сержант, комсорг 2-го дивизиона 522 малокалиберного зенитно-артиллерийского полка. 3 февраля 1945 «за хорошую работу по сколачиванию комсомольской организации» награждён медалью «За боевые заслуги».
После службы в армии Феликсу Карелину, как сыну в прошлом высокопоставленного чекиста, было предложено сотрудничество с органами госбезопасности. По мнению Льва Регельсона, хорошо знавшего Карелина, Феликс продолжал гордиться своим отцом, считал, что его репрессировали по ошибке, и поэтому охотно согласился, видя в этом предложении признаки доверия органов. Он был внедрён в качестве осведомителя и провокатора в студенческий литературно-богоискательский «кружок Кузьмы» («Кузьма» — прозвище лидера кружка Анатолия Бахтырева), члены которого затем по его доносам были осуждены на разные сроки заключения. Об этом кружке и роковой роли Карелина рассказывал Илья Шмаин. Сам Феликс рассказывал, что под влиянием кружка испытал религиозное обращение — после этого он открыто покаялся перед его членами и написал официальное заявление в органы о прекращении сотрудничества с ними. В итоге он был арестован и осужден вместе с другими как реальный участник кружка.
Карелин был арестован 27 января 1949 года, а 23 июля 1949 года Особое Совещание при МГБ СССР приговорило его к 8 годам лагерей по обвинению в том, что он «…в 1948 г. вошел в состав антисоветской группы из числа учащейся молодежи, принимал участие в нелегальных сборищах, на которых подвергал антисоветской критике постановления ЦК ВКП(б) по вопросам литературы и искусства, клеветал на демократию в СССР, осуждал учение марксизма-ленинизма. В сговоре с Красиным подготавливал убийство и ограбление кассира из МГУ им. Ломоносова…». Он был направлен в Озёрлаг.
В лагере Карелин стал носить крест и вступил в подпольный «орден» под названием «Крест и Меч», готовившего побег — для дальнейшей деятельности с целью свержения советской власти. Среди членов был обнаружен предатель, организация приговорила его к смертной казни: при этом исполнитель приговора определялся по жребию — который выпал на Феликса Карелина. Исполнитель был обязан целиком взять вину на себя, объявив убийство личными мотивами. После этого Феликс был заключен в одиночную камеру, где пробыл 9 месяцев, ожидая расстрела — по его рассказам, он в это время получил важные «духовные откровения».
1 сентября 1952 года лагерный суд приговорил Карелина ст. 58-10 ч. 1, ст. 58-11 и ст. 136 п. «г» УК РСФР за участие в нелегальной организации, «антисоветскую агитацию» и убийство заключенного еще к 10 годам лагерей. Затем приговор был изменен, срок лишения свободы был снижен до 7 лет. Постановлением Следственного Управления КГБ при Совете Министров СССР от 29.09.1954 г. дело в отношении Карелина Ф. В. было прекращено по ст. 204 п. «б» УПК РФСР. Он был реабилитирован лишь в 1972 году.
Летом 1953 года Карелин был в 5-м лагерном отделении в Омске, где пророчествовал, что власть Антихриста (то есть Советов) должна продолжаться лишь 36 лет и конец ей придёт 7 ноября 1953 года. Когда пророчество не оправдалось, это оттолкнуло от него большинство поклонников из числе заключённых.
Анна Шмаина-Великанова вспоминает, что, «когда папа [Илья Шмаин] с мамой [Марией Житомирской] зарегистрировали брак, выходя из ЗАГСа, они случайно увидели на улице Феликса Карелина»; исходя из даты брака (24 декабря 1954 года), можно заключить, что Карелин уже к концу 1954 года был на свободе, но и приезжал в Москву.. В итоге Карелин попал в ташкентскую ссылку, где занимался богословским самообразованием под руководством архимандрита Бориса (Холчева) и архиепископа Ермогена (Голубева). После окончания ссылки он начал интенсивно проповедовать (по частным квартирам в Москве) своё «толкование Апокалипсиса» — с указанием срока исполнения пророчества в 2000 году. Он вошёл в общину отца Александра Меня и стал его духовным сыном — хотя отец Александр настороженно относился к его проповедям.
В 1965 году Феликс Карелин пишет «Письмо отцам II Ватиканского Собора» под псевдонимом «Смиренный христианин русской Православной Церкви», где изложил свои мысли о грядущем воссоединении Церкви. Он при этом ссылается на «внутренний голос», который он услышал, молясь об этом у могилы Владимира Соловьёва: «Тайна соединения Церквей в Боге. Углубляйте познание и расширяйте сердце» (Вестник РСХД № 79 1965)
В середине 1960-х группа православных ревнителей решила написать открытое письмо Правительству и Патриарху с критикой антирелигиозной политики государства и соглашательского поведения церковной власти. Варианты Письма были предложены отцом Александром Менем и затем Анатолием Красновым-Левитиным, но не были приняты Николаем Эшлиманом и Глебом Якуниным, которые привлекли к сотрудничеству Феликса Карелина. Им и была проделана большая часть литературной работы, хотя каждая формулировка обсуждалась и принималась втроём. В своём письме Никите Струве от 15.11.1971 о. Глеб Якунин открыто называет Феликса Карелина «третьим автором письма». Однако было решено не ставить его подпись, поскольку Карелин имел судимость, и это могло дать церковной власти формальный повод для отказа в рассмотрении Обращения. Первоначально предполагалось, что это будет совместное письмо нескольких епископов и священников (в частности, Гермогена (Голубева)). Но впоследствии архиепископ Гермоген отказался от участия в проекте, а без него отказались участвовать и все остальные священнослужители.
25 ноября 1965 года патриарху Алексию I было направлено открытое письмо за подписями священников Глеба Якунина и Николая Эшлимана. Письмо подвергало резкой критике угодническую политику церковной власти в период «хрущевского гонения» на Церковь, во время которого было закрыто более половины действующих храмов — при этом исключительно «по решению» местных епископов (т. н. «слияние приходов»).
Письмо было размножено на пишущей машинке в 100 экземплярах и разослано в середине декабря всем правящим архиереям Московского патриархата. 15 декабря ещё одно открытое письмо, с критикой антицерковных действий государственных органов, было направлено Председателю Верховного Совета СССР Н. В. Подгорному, Председателю Совета Министров СССР А. Н. Косыгину и генеральному прокурору СССР Р. А. Руденко.
О значении «Открытого письма» Никита Струве, редактор «Вестника РСХД», сказал:
«Разом, Церковь молчания стала Церковью исповедующей… в мистической глубине преодолена иррациональная стихия страха, сковывающая Церковь — как сковывает она до некоторой степени и весь русский народ. Этим своим подвигом Церковь находит свое место в новом возрождении России, укрепляя и выявляя народное сознание. До „письма“ Церковь боролась только за существование, теперь она борется за свою целокупную сущность» (Вестник РХД № 81 1966)
За свою деятельность священники Глеб Якунин и Николай Эшлиман были Патриархом Алексием I «запрещены в служении впредь до покаяния».
После этого по инициативе Феликса Карелина в октябре 1964 г. создается «домашняя богословская академия» — в которой он становится основным «преподавателем». Встречи были регулярными и частыми: один-два раза в неделю, и обычно занимали целый день. Эти занятия продолжались до 1972 года. О. Александр Мень вначале одобряет создание «академии», но затем резко порывает с ней — ввиду её «апокалиптического» настроя, исходящего от Феликса Карелина. Вместе с ним «академию» покидают ближайшие ученики А. Меня: Михаил Меерсон, Евгений Барабанов и Александр Борисов. В начале 1968 г. по той же причине «академию» покидает о. Николай Эшлиман. Священники Глеб Якунин и Николай Гайнов, вместе со Львом Регельсоном, Виктором Капитанчуком и Владимиром Прилуцким остаются её членами до конца.
После издания «Открытого Письма» с Эшлиманом и Якуниным вышли на связь деятели «катакомбной Церкви», возникшей в связи с известной «Декларацией» митрополита Сергия (Страгородского) 1927 года. — которые принесли большое количество сохраненных ими документов по истории этого периода. При активном участием Карелина был произведён тщательный анализ этих материалов с целью прояснения малоизвестных церковных событий той эпохи. Итоги этой работы изложены в книге Льва Регельсона «Трагедия Русской Церкви. 1917-45.» Париж, 1977 г.
В июле 1968 года Карелин организует паломническую поездку (в основном участников «академии» с их семьями) в Новый Афон (Абхазия), в ожидании события, описанного в Откровении как «шестая печать» (Откр. 6: 12-17). Предполагалось, что речь идёт о геофизической катастрофе, связанной с возможным падением на Землю астероида Икар. Участники взяли с собой подготовительные материалы по теме «ересь Никодима Ротова», над которой продолжали работать в Новом Афоне. Эти материалы были изъяты при обыске местными органами КГБ. После двух месяцев ожидания паломники вернулись в Москву.
С 1967 года в «академии Карелина» начинается работа по изучению и анализу так называемого «богословия Никодима Ротова», которое он с помощниками энергично развивал на различных экуменических форумах и собраниях. Итогом этой работы стало Обращение к Собору РПЦ 1971 года «По поводу новоявленного лжеучения митрополита Никодима (Ротова) и единомысленных ему лиц». Авторы: священник Николай Гайнов, миряне — Феликс Карелин, Лев Регельсон, Виктор Капитанчук. Письмо было по почте направлено всем участникам Собора, созванного в связи с необходимостью избрания патриарха по смерти патриарха Алексия, а также лично вручено управляющему делами патриархии — митрополиту Алексию (Ридигеру). По неофициальным сведениям, Обращение активно обсуждалось в кулуарах Собора: в результате «санкция КГБ» на избрание была снята с митрополита Никодима и «возложена» на менее «пререкаемого» митрополита Пимена (Извекова).
В середине 1970-х годов Карелин переходит на позиции антилиберального «православно-коммунистического патриотизма»: в надежде на «православное перерождение» существующей государственной власти. В этот период он сближается с Геннадием Шимановым и сотрудничает с журналом «Вече». Он публикует ряд работ, самая значительная из них: «Теологический Манифест», в котором история рассматривается с «евхаристических» позиций — западная цивилизация объявляется порочной, ввиду крайнего умаления роли Евхаристии протестантами и в особенности кальвинистами.
В августе 1980 выступает на процессе Глеба Якунина в качестве свидетеля со стороны обвинения.
В 1985 году в связи с 40-летним юбилеем победы награждён Орденом Отечественной войны II степени.
«Горбачёвская перестройка» и распад СССР повергают Карелина в состояние глубокого разочарования и депрессии: рухнули все его надежды на «православный коммунизм» как позитивное завершение российской и мировой истории, как единственная, по его убеждению, реальная перспектива противостояния «либеральному антихристианству».
Категорически отвергнув ценности «новой России», он прекратил публицистическую деятельность и умер в 1992 году — в возрасте 67 лет.

## Семья
- Первый отчим — Я. М. Бельский (некоторые свидетели дела Бельского называют Э. Карелину его женой, Бельский успел прописать Эсфирь и Феликса у себя в квартире)[3]
- Второй отчим — скульптор Шан-Гирей[27]

- Первая жена (около 1958) — Валентина Львовна Карелина, урождённая Богуславская (род. 1928), актриса, получила распределение в Иркутск[28]. Позднее вернулась в Москву и преподавала сценическую речь в ГИТИСе.
  - Сын — Павел Феликсович Карелин, (род. в 1959 г. в Москве). Архитектор, сценограф, театральный деятель и астролог. С 1973 года живёт в Израиле, куда репатриировался со своей матерью, Валентиной Карелиной.
- Вторая жена (c 27.10.1967) — Маргарита Сергеевна урождённая Быстрозорова (17.09.1939[29]—18.12.2004)[30]
  - Сын — Андрей[30] (6 декабря 1968 — 13 мая 2019), физик, кандидат в члены ЦК КПРФ (с июля 2004)[31].
  - Сын — Пётр (род. 1972), архитектор и реставратор деревянных храмов[30][32][33]
  - Сын — Сергей[30] (род. 13 апреля 1974)

## Адреса
- 1937 — ул. Петровка, д. 26, корпус 2, кв. 110 (прописан в квартире Бельского)[3].